# ゴットフリート・ファン・スヴィーテン

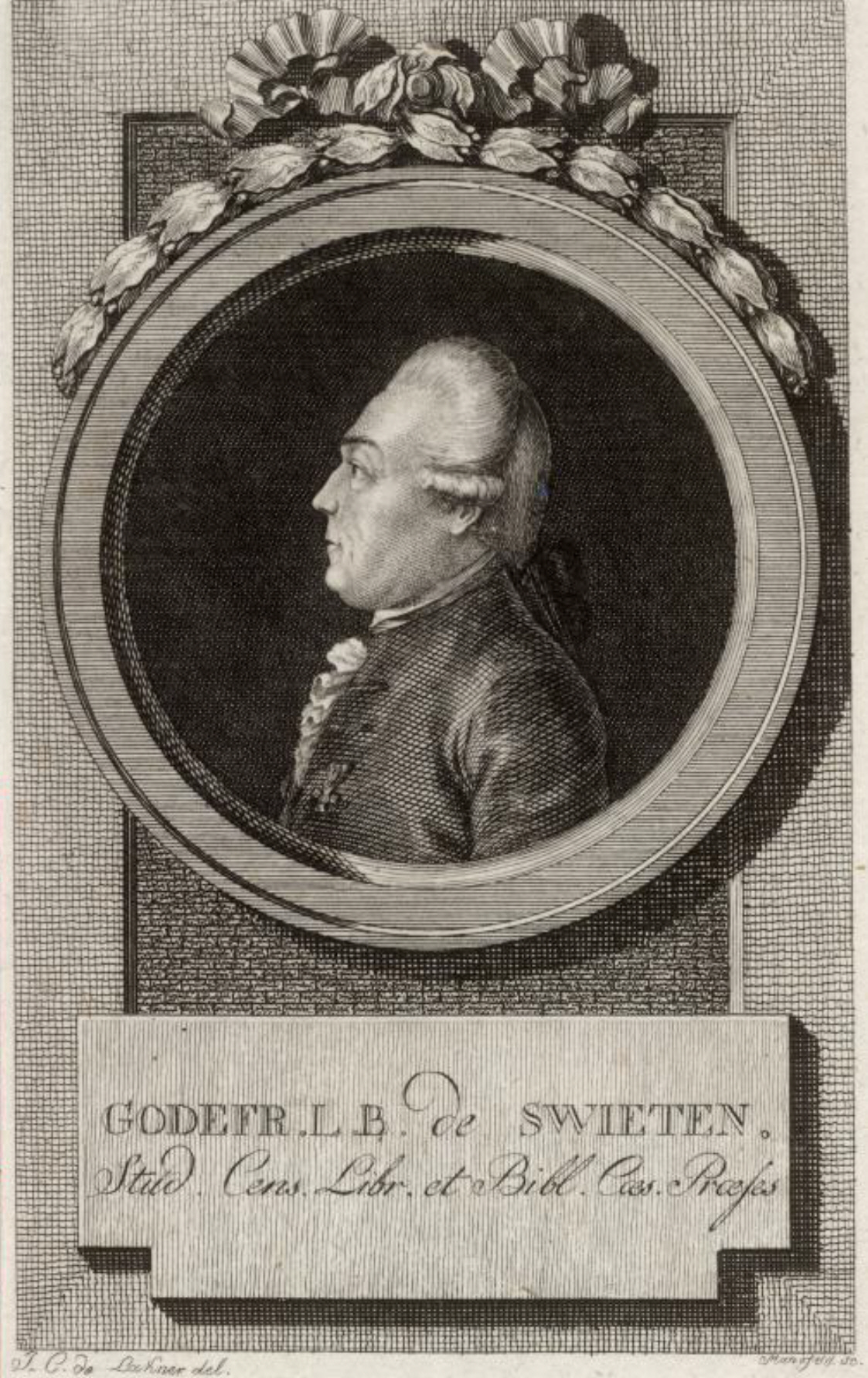
ベートーヴェン・ハウス図書館蔵、ファン・スヴィーテンの銅版画

ゴットフリート・ファン・スヴィーテンあるいはスヴィーテン男爵ゴットフリート（Gottfried Freiherr van Swieten、1733年10月29日 - 1803年3月29日）は、オランダ生まれのオーストリアの外交官、司書で、18世紀の神聖ローマ帝国に仕える官吏だった。熱心なアマチュア音楽家であり、古典派音楽時代の音楽家であるフランツ・ヨーゼフ・ハイドン、ヴォルフガング・アマデウス・モーツァルト、ルートヴィヒ・ヴァン・ベートーヴェンらのパトロンとして今日記憶されている。

## 生涯
ファン・スヴィーテンはライデンで生まれ、本来の名はGodefridus Bernardus "Godfried" van Swietenであった。11歳までネーデルラント連邦共和国で育った。父のヘラルト・ファン・スウィーテンは医師で、医学研究と教育の標準を確立した人物として高い名声を持っていた。1745年に父が神聖ローマ帝国皇帝であるマリア・テレジアの侍医に就任したため、家族とともにウィーンに移った。父はまた帝国図書館長などの政府の役職をも兼任した。ファン・スヴィーテンはエリート向けのイエズス会の教育機関であるテレジアーヌム (Theresianum) で教育を受けた。

### 外交官時代
ハーツによるとファン・スヴィーテンは「優秀な成績を収め」、多数の言語を流暢に話した。したがって外交官を仕事にしたのは自然だった。1755-57年にブリュッセル、1760-63年にパリ、1763-64年にワルシャワ、1770-77年にはフリードリヒ2世時代の駐プロイセン大使としてベルリンに滞在した。
フリードリヒ2世は1740-48年のオーストリア継承戦争でオーストリアからシレジアを奪っており、1756-63年の七年戦争でもオーストリアはシレジアを奪回できなかった。ファン・スヴィーテンは1772年の第一次ポーランド分割にかかわった。このときポーランド・リトアニア共和国の領土の大部分をプロイセン、オーストリア、ロシア帝国で分割したが、オーストリアは同時にシレジアを含む領土の返還を要求した。アーベルトによると、この方針で交渉するのはファン・スヴィーテンにとって苦痛だった。当時60歳になるフリードリヒ2世は「もし自分の脳が痛風にかかっていたらその提議が受け入れられるだろうが、あいにく足しか痛風にかかっていない」と答えた。ファン・スヴィーテンは自分自身の予備案に変え、シレジアはそのままで分割を進めることになった。
外交官時代にファン・スヴィーテンは音楽への興味を培った。ブリュッセル時代の上役であるコブレンツル伯爵は1756年に「音楽に最大の時間をさいている」と報告している。ベルリンでファン・スヴィーテンはヨハン・ゼバスティアン・バッハのかつての弟子だったヨハン・フィリップ・キルンベルガーに学んだ。またアンナ・アマーリエ (Anna Amalia, Abbess of Quedlinburg) の音楽サークルに参加し、そこではバッハとヘンデルの作品が演奏されていた。

### 司書
1777年にウィーンに戻った後、父の死後5年間空席になっていた帝国図書館の館長(Präfekt)に任命され、没するまでその職にあった。
司書としてファン・スヴィーテンは1780年に世界最初のカード目録を導入した。図書館にはそれまでも目録が存在したが、冊子にまとめられていた。カードを用いることによって追加が容易になり、検索しやすく並べかえることもできるようになった。カード目録は他の地域、とくに革命下のフランスでも採用された。
ファン・スヴィーテンは図書館のコレクション、とくに科学分野の書物の充実につとめた。またヨーゼフ2世の勅令によって閉鎖された修道院の古い蔵書の収集も行った。
ファン・スヴィーテンはまた宮廷の教育・検閲委員長をつとめた。

### 作曲活動
ファン・スヴィーテンは音楽への強い興味が高じて自ら作曲も行った。パリでは自作のオペラ・コミックを上演している。他にもオペラや交響曲を作曲した。これらの作品は価値が高いものとは考えられておらず、今日演奏されることは稀である。
3曲のオペラ・コミック（2曲が現存）と10曲の交響曲（7曲が現存）を作曲したことが知られている。

### その他
ファン・スヴィーテンは生涯独身だった。父はオーストリアに来た後もプロテスタントだったが、ゴットフリート・ファン・スヴィーテンは帝国の国教であるローマ・カトリックに改宗した。
モーツァルトほかのウィーンの男性有名人と同様、ファン・スヴィーテンはフリーメイソンだった。
フェルメールの『絵画芸術』をファン・スヴィーテンは父から相続したが、当時はそれがフェルメールの作品だとは知られていなかった。
ファン・スヴィーテンは1803年にウィーンで没した。

## 作曲家との関係

### モーツァルト
外交官時代にベルリンで収集したヨハン・ゼバスティアン・バッハやヘンデルの作品の写本の校訂と演奏のため、1782年ごろからファン・スヴィーテンは定期的にモーツァルトを招くようになった。最初はファン・スヴィーテンの家で鍵盤楽器による伴奏で演奏するだけだったが、1786年にファン・スヴィーテンは音楽を愛好する貴族の協会(Gesellschaft der associierten Cavaliers)を結成し、その経済的支援によって管弦楽によるコンサートを開くことが可能になった。これらのコンサートは協会員の邸宅や帝国図書館の大ホール、後にはブルク劇場やヤーン館（イグナーツ・ヤーン邸のホール）でも開催された。モーツァルトは1788年にコンサートの指揮を行い、また協会の依頼によって以下のヘンデル作品を当時の好みに合わせて編曲した。
- エイシスとガラテア（1788年上演）[17]
- メサイア（1789年上演）
- 聖セシリアの日のための頌歌（1790年上演）[4]
- アレクサンダーの饗宴（1790年上演）[4]

ファン・スヴィーテン本人がこれらの作品の歌詞を英語からドイツ語に翻訳した。
1791年にモーツァルトが没したとき、ファン・スヴィーテンは葬儀の準備を行った。コンスタンツェの手紙の中で彼の「気前のよさ」について言及していることから、一時的に残された家族の生計を助けていた可能性もある。1793年1月2日にコンスタンツェのための慈善演奏会として『レクイエム』を演奏するのを後援し、300ドゥカーテンの収入を得た。また子のカールがプラハで学ぶのを支援したと報告されている。

### ハイドン
ハイドンが2回目のロンドン旅行から帰った1795年にファン・スヴィーテンの親密な協力関係が始まった。『十字架上のキリストの最後の7つの言葉』のオラトリオ版の歌詞をファン・スヴィーテンは改訂した。ついでオラトリオ『天地創造』（1798年）と『四季』（1801年）の歌詞を英語からドイツ語に翻訳した。これらの3つのオラトリオの上演に関してファン・スヴィーテンは貴族たちの支援を集めて資金的に援助した。

### ベートーヴェン
ファン・スヴィーテンはベートーヴェンが最初にウィーンに住むようになったときのパトロンであり後援者だった。当時はまだファン・スヴィーテンによるバッハやヘンデルの演奏会が定期的に開催されていた。
1801年にベートーヴェンは交響曲第1番をファン・スヴィーテンに献呈している。

### その他
在ベルリン大使時代にファン・スヴィーテンはカール・フィリップ・エマヌエル・バッハを支援している。C.P.E.バッハは弦楽のための6つの交響曲（1773年、H.657-662）をファン・スヴィーテンの依頼によって作曲している。C.P.E.バッハの『専門家と愛好家のためのソナタ集』第3集（1781年）はファン・スヴィーテンに献呈されている。
J.S.バッハの最初の伝記を書いたヨハン・ニコラウス・フォルケルは自著をファン・スヴィーテンに献呈した。